# Canal 6 (El Salvador)
Canal 6  (también nombrado como TV Seis) es un canal de televisión abierta salvadoreño, que cuenta con una programación de películas mexicanas, noticias, programas de variedades y telenovelas lanzado el 6 de abril de 1973 convirtiéndose el primer canal salvadoreño a color. Es propiedad de Telecorporación Salvadoreña, retransmite los contenidos de TelevisaUnivision, America Television, Venevisión, RCN Televisión, Rede Record y TV Globo.

## Historia

### Desarrollo y sus primeros años
Los primeros intentos de crear televisión los realizó el mexicano Rubén González por iniciativa propia el 7 de septiembre de 1956 que transmitió en blanco y negro. En ese mismo mes Boris Eserski, Guillermo Pinto y Tono Alfaro, antiguos dueños de Ia radio YSEB colaboraron en esta creación. El primer canal televisivo lanzado fue YSEB-TV, hoy conocido como Canal 6.  Su programación se basaba en presentaciones artísticas nacionales y películas importadas de México y Estados Unidos Su programación era bien corta, iniciaba a las 4:00 p. m. y finalizaba a las 10:00 p. m..
Días después se incluyeron otros dos programas con los que contaba el Canal 6 uno era un proyecto del escritor salvadoreño Eugenio Martínez Orantes, quien declamaba sus poemas en vivo mientras un grupo de danza clásica los interpretaba musicalmente. Y el programa Teleperiódico conducido por Álvaro Menéndez Leal, escritor salvadoreño, dicho programa tenía mucha audiencia. Meses después el Canal 6 implementa nueva programación con Conciertos del Sábado, conducido por el músico Nicolás Arene y Televariedades Pilsener.
En 1959, toma como repetidora a Canal 8, para cubrir una mayor área a nivel nacional. Un año después, las televisoras sufren un estancamiento y se crea una unión entre los canales 4 y 6, la cual dura hasta 1966, cuando Canal 6 interrumpe por primera vez sus transmisiones. A lo largo del tiempo, Canal 2 había sido el preferido por la audiencia. En julio de 1966 se firma un acuerdo para operar el Canal 4, mientras que a fines de los años 70 se lleva a cabo una fusión con el nuevo Canal 6.

### Relanzamiento
El 6 de abril de 1973 reestrenó la sociedad Canal Seis S.A. a través de YSLA-TV, que fue la primera en introducir la televisión a colores, lo cual se convirtió en la novedad de ese año. "Con la magia del color, canal 6 en El Salvador", decía el coro de identificación, mientras su personaje símbolo, el pintor Colorico, trazaba los colores para mostrar la gran innovación de la TV de entonces.  En noviembre de 1985 se oficializa la unión de los Canales 2, 4 y 6, para formar Telecorporación Salvadoreña, uno de los consorcios mediáticos más grandes de Centroamérica. En 27 de abril de 1987, surge El Noticiero de Canal 6 cuyos primeros conductores fueron los periodistas Diana Verónica Ramos y Romeo Lemus, que al igual que otro noticiero llamado Teleprensa, fue un espacio comprado por un empresario a la estación televisiva.

## Programación
Su programación se basa en la transmisión de películas, programas en vivo, noticieros informativos, programas juveniles, series de televisión, entre otros. Las producciones y franjas de Canal 6 han sido diversas, pero todas son recordadas. Muchos guardan memorias de caricaturas como Benito y Cecilio, Ultraman o de películas como Lassie, así como espacios que exhibieron grandes películas a las 9:00 de la noche, como Supercine, Festival de Artes Marciales o Ciclo del terror.
Pero las franjas musicales también fueron importantes, como Éxitos Musicales, que duró de 1976 a 1992, o las semanales surgidas en 1978 para las 7:00 p. m.: los lunes se llamaba Disco 77, los martes Cóctel Musical con Francisco Imendia; los miércoles Ondas Musicales, los jueves Alta Tensión y los viernes Ritmo Latino, con Ricardo Rivas. 
Variedades del Seis, conducido por el hoy fallecido Davis Rosales, se mantuvo al aire de 1982 a 2005 y catapultó las carreras de muchos artistas nacionales salvadoreños, la música, series y las joyas del cine fueron el fuerte del nuevo medio electrónico; y telenovelas como Los Hermanos Coraje y Papá Corazón fueron los abrieron paso al color en la pantalla.
Hoy en día su programación se conforma de noticias y programas de Telecorporación Salvadoreña y una franja de telenovelas de Televisa, America Television, Venevisión, RCN Televisión,  Rede Record y TV Globo además los sábados y domingos transmite películas mexicanas y estadounidenses, y series de las grandes cadenas televisivas y estudios estadounidenses tales como Comedy Central, CBS, etc durante casi todo el día excepto en las primeras horas de transmisión pues durante estas emite caricaturas de Disney Junior, Cartoon Network, Disney Channel, Discovery Kids, Warner Bros., DreamWorks Animation y Boomerang además los domingos después de las caricaturas emite tres programas religiosos.

## Programas deTelevisaUnivision
- Noticiero Univisión: Edición Digital
- El gordo y la flaca
- Primer Impacto
- Noticiero Univisión
- Noticiero Univisión: Fin de Semana
- Aquí y Ahora

## Directores
- Raúl Amaya (2023-presente)